# Freddie Redd
Freddie Redd (Harlem, 29 maggio 1928 – New York, 17 marzo 2021) è stato un pianista e compositore statunitense.

## Discografia parziale
- 1955 - Introducing the Freddie Redd Trio
- 1957 - San Francisco Suite
- 1958 - Get Happy with Freddie Redd
- 1960 - The Music from "The Connection"
- 1961 - Shades of Redd
- 1971 - Under Paris Skies
- 1978 - Straight Ahead!
- 1978 - Extemporaneous
- 1989 - Lonely City
- 1990 - Live at the Studio Grill
- 1991 - Everybody Loves a Winner
- 2015 - Music for You